# St. Georg (Bertholdsdorf)

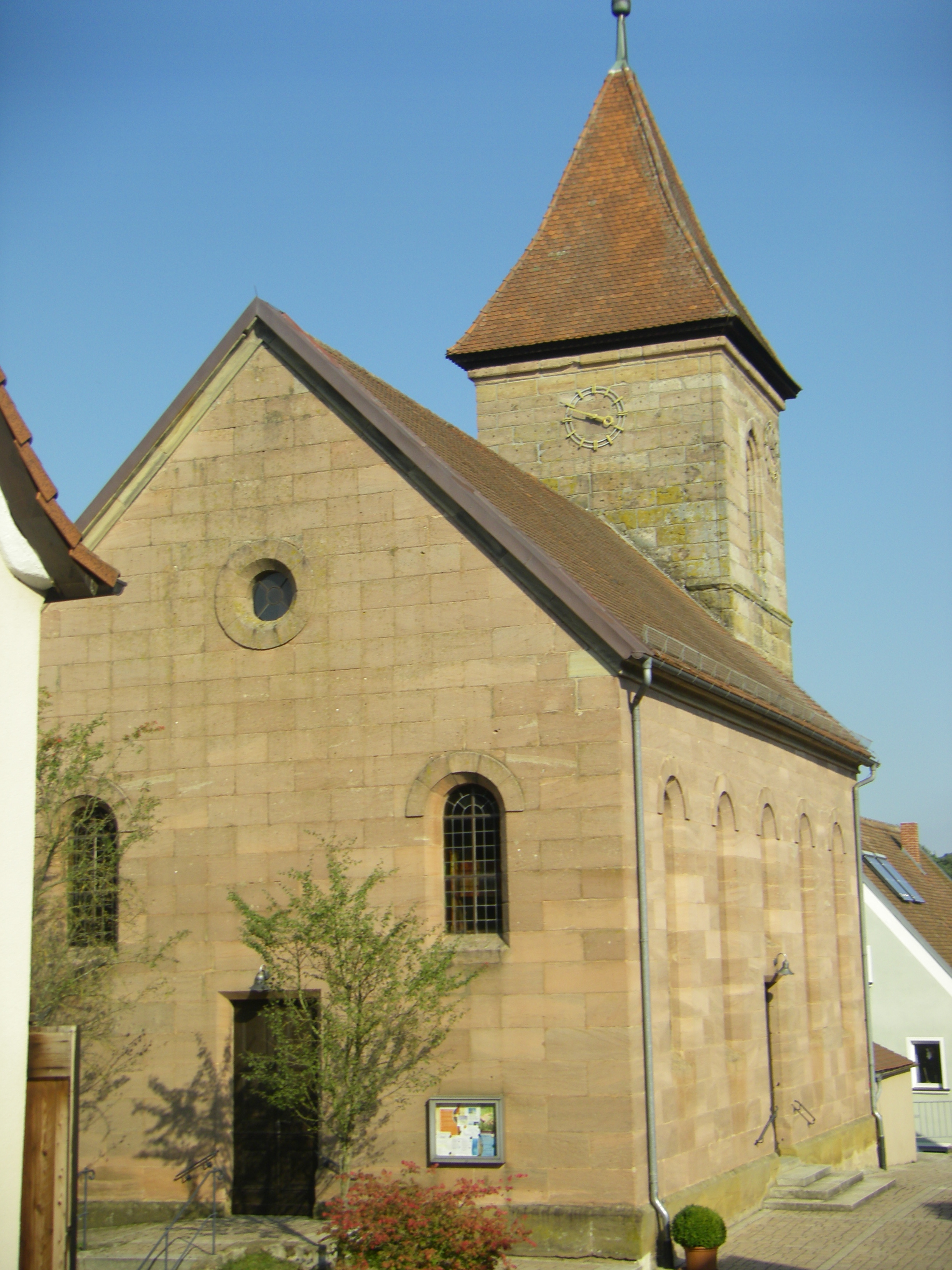
St. Georg in Bertholdsdorf

St. Georg ist eine nach dem Heiligen Georg benannte Kirche der evangelisch-lutherischen Kirchengemeinde Bertholdsdorf (Dekanat Windsbach) im mittelfränkischen Landkreis Ansbach.

## Baubeschreibung und -geschichte
Die jetzige St. Georgkirche wurde vermutlich noch im 15. Jahrhundert als Wehrkirche errichtet. Erhalten geblieben ist der spätgotische Chorturm, der auf der Südseite die Jahreszahl 1586 trägt. Die drei ursprünglichen Kirchturmglocken sind nicht erhalten geblieben, eine Glocke stammt aus dem Jahr 1869, zwei Glocken aus dem Jahr 1950.
Wegen Bränden oder durch bauliche Maßnahmen musste das Kirchenschiff mehrfach neu aufgebaut bzw. verändert werden. Das jetzige Kirchenschiff wurde von 1877 bis 1880 aus ca. 2000 Sandsteinquadern errichtet und konnte am 8. August 1880 feierlich eingeweiht werden. Der Kirchweihsonntag wurde auf den Sonntag vor Laurentius (10. August) festgelegt.
Um die Kirche herum befand sich ursprünglich der Friedhof. Als dieser zu klein wurde, erwarb die Kirchengemeinde den sogenannten Schlossacker. 1839 wurde der neue Friedhof eingeweiht.
1947 wurde unter dem damaligen Pfarrer Eberle eine größere Renovierung des Kirchenschiffs durchgeführt.

## Geschichte der Kirchengemeinde
Ein Kirchengebäude in Bertholdsdorf wird erstmals 1190 in einer Urkunde erwähnt, in der es heißt, dass der Eichstättische Bischof Otto drei Kirchen im Aurachtal geweiht hatte, nämlich Voraha (Veitsaurach), Percholdsdorf und Volandsdorf (Wollersdorf). Ende des 13. Jahrhunderts wird Bertholdsdorf als eigene Pfarrei urkundlich erwähnt, die dem Chorherrenstift St. Nikolaus in Spalt unterstand. 1479 wird das Patrozinium auf St. Georg erstmals genannt.
Am 28. September 1597 kaufte Markgraf Georg Friedrich I. das Rittergut in Bertholdsdorf und führte am darauf folgenden Tag die Reformation in Bertholdsdorf ein. Dies hatte zur Folge, dass St. Georg nun eine Filiale der Pfarrei St. Margareta (Windsbach) wurde. Es wurde von den Rektoren der Lateinschule in Windsbach betreut, die zugleich auch Pfarrer waren. Ab 1729 war St. Georg eine eigenständige Pfarrei, die zunächst dem Dekanat Schwabach zugeordnet wurde, ab 1810 schließlich dem neu gegründeten Dekanat Windsbach.
Der Pfarrsprengel umfasst die Orte Bertholdsdorf, Brunn, Buckenmühle (ab 1812), Kettersbach, Kitschendorf, Lanzendorf, Suddersdorf, Veitsaurach, Waldhaus, Watzendorf (ab 1812), Winterhof und Wollersdorf (ab 1812).
Ehemals gehörten auch Kapsdorf, Leipersloh (1829–1857), Rudelsdorf und Wernsbach zum Pfarrsprengel.

### Pfarrer
| als Filiale von Windsbach - Wagner, Johannes (1597–1599) - Wagner, Tobias (1599–1606) - Lambinus, Johannes (1606–1608) - Hahn, Theodor (1608–1617) - Müller, Johannes (1617–1632) Pfarrstelle unbesetzt - Hornung, Johann (1664–1666) - Schwarz, Joh . Kaspar (1666–1700) - Stollberg, Wilhelm (1701–1707) - Klein, Johann (1708–1709) - Metsch, Wolfgang (1711–1713) - Kittler, Martin (1713–1723) - Georg Michael Pflaumer (1723–1729) | als selbständige Pfarrei - Georg Michael Pflaumer (1729–1748) - Greil, Joh. Sebastian (1748–1764) - Ebersberger, Joh. Konrad (1765–1776) - Moll, Joh. Peter (1776–1799) - Zinn, Christoph (1799–1803) - Pelican, Wilhelm (1803–1811) - Grimm, Friedrich (1812–1813) - Stierlein, Emanuel (1815–1820) - Nehr, Georg (1821–1826) - Wagner, August Friedrich (1827–1836) - Löhe, Wilhelm (1836) - Stettner, Ernst (1836–1841) - Richter, Heinrich 1841–1848 - Stadtmüller, Johann (1849–1861) - Stolz, Johann (1861–1866) - Lohmann, Johann Adam (1866–1875) - Sperl, Gustav Gotthold (1875–1882) - Rittelmeier, Gustav (1883–1889) - Keil, Friedrich (1890–1897) - Frobenius, Otto Konrad (1898–1927) - Zahn, August (1928–1933) - Hegele, Melchior (1933–1937) - Eberle, Friedrich (1938–1960) - Dohms, Erwin (1960–1974) - Künzel, Manfred (1974–1993) - Schmidt, Helga und Hartmut (1993–2001) - Staebler, Martin (2001–2011) - Friedrich, Johannes (Februar 2012 – August 2013) - Dalferth Sossmeier, Adriane (seit September 2013) |

### Gemeindemitgliederentwicklung
| Jahr       | 1800 | 1825 | 1850 | 1875 | 1900 | 1987 | 2009 |
| Mitglieder | 500  | 550  | 664  | 715  | 700  | 720  | 728  |